# Tosa Szilágyi Katalin
Tosa Szilágyi Katalin (Kágya, 1963. november 25. – Körösfő, 2022. november 29.) erdélyi magyar festőművész, egyetemi docens.

## Életpályája
A nagyváradi Művészeti Líceumban kezdte tanulmányait, de annak megszűnésekor máshol kellett folytatnia. Érettségi után hét évig a kágyai gyermekpszichiátriai kórházban dolgozott. Felsőfokú művészeti tanulmányait a kolozsvári Képzőművészeti Akadémián végezte 1995-ben, ahol mestere Simon Györgyi grafikusművész volt. Még ugyanabban az évben bevették a Romániai Képzőművészek Szövetségébe. Már diákként több elismerést kapott.
Tanulmányutakon járt Krakkóban, Budapesten, Párizsban és Velencében. 2007-ben doktorált, és ettől kezdve a kolozsvári Képzőművészeti Egyetem adjunktusaként, majd docenseként dolgozott.
„Kitűnő rajzkészségét csodálhatjuk meg az emberi test kecses, olykor zeneszerszámokban felvillanó alakváltozataiban, és kompozíciós készségét a világmindenség örökkévalóságát sejtető, hatalmas tereket felvillantó alkotásaiban.”
Gazdag közéleti tevékenységet folytatott. A Barabás Miklós Céh titkári tisztét is elvállalta,  mobilizálta a tagságot, részt vesz a kiállítások rendezésében és népszerűsítésében. A kolozsvári Napsugár gyermeklap szerkesztőségével együtt tevékeny részt vállalt gyermekrajz-kiállítások szervezésében, zsűrizésében.
Autóbalesetben hunyt el 2022. november 29-én.

## Egyéni kiállításai
- Erlin Galéria, Budapest, 2000
- Művészeti Múzeum, Kolozsvár, 2006
- Barabás Miklós Galéria, Kolozsvár
- Néprajzi Múzeum, Kolozsvár
- Főtéri Kisgaléria, Kolozsvár
- Veszprém
- Zenta

## Díjak, elismerések
- EMKE • Szolnay Sándor-díj, 2015[5]